# Old Hemp

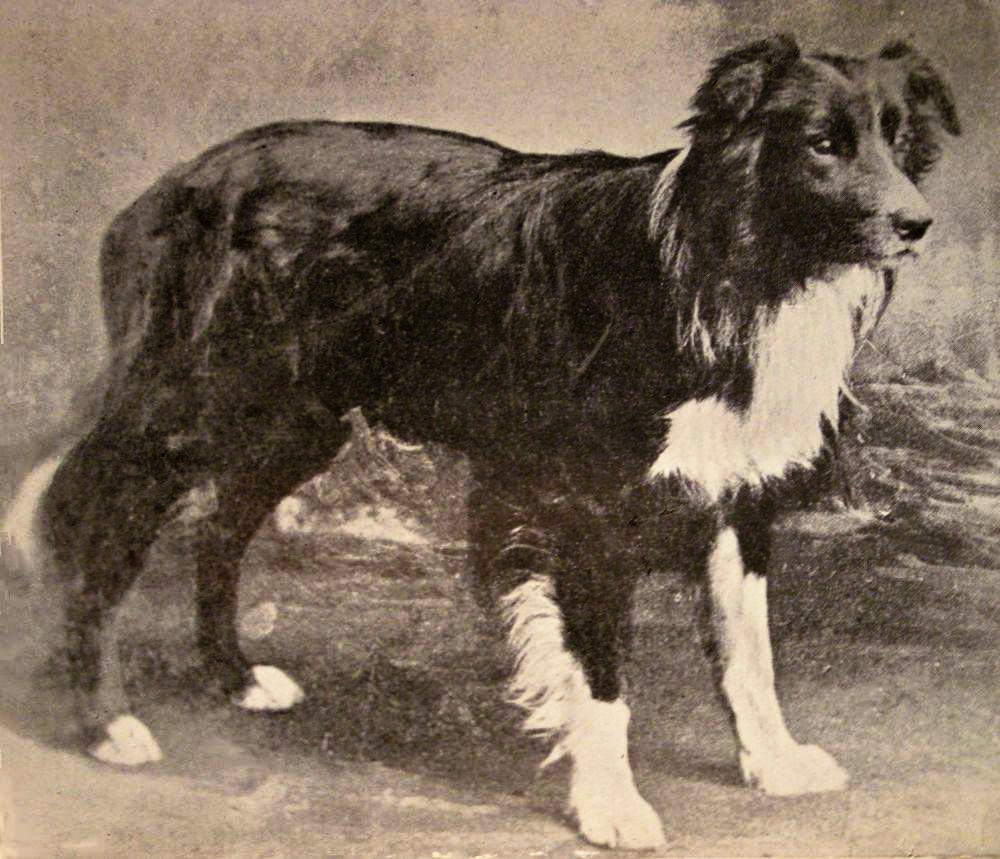
Old Hemp

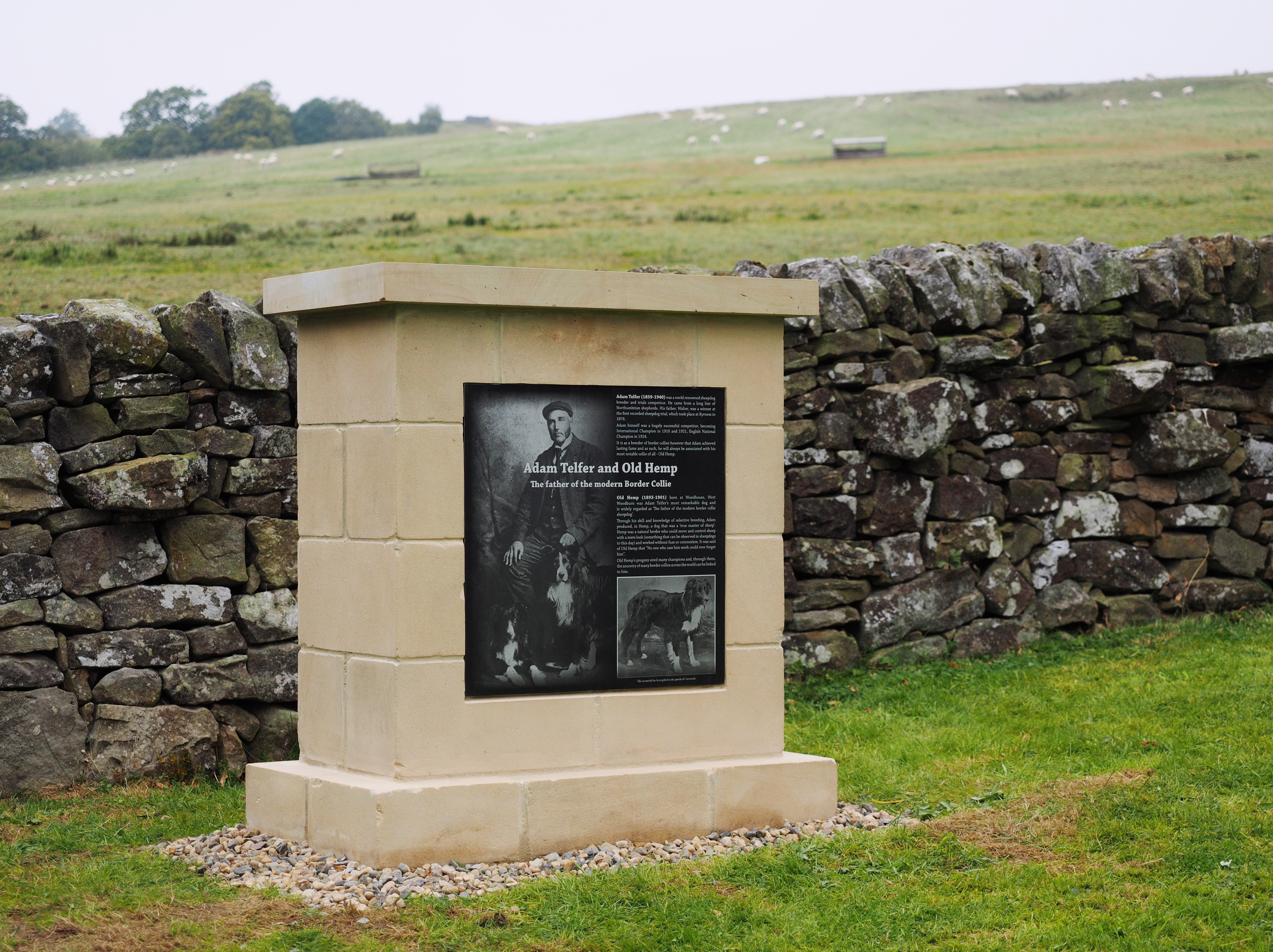
Monument

Old Hemp (september 1893 – mei 1901) was een Engelse schaapshond van het ras Border Collie. Old Hemp bleek bij het drijven een zeer goed ontwikkeld vermogen te hebben om de schapen aan te voelen. Hij werkte op een veel rustiger manier met de kudde dan gebruikelijk was in die tijd. Veel van zijn nakomelingen waren succesvolle deelnemers aan internationale kampioenschappen schapendrijven. 
Omdat hij zo goed presteerde was hij zeer gewild als dekreu. Deze hond heeft voor een niet onbelangrijk deel het uiterlijk van de tegenwoordige Border Collie bepaald. In de acht jaren van zijn leven zou Old Hemp meer dan 200 reuen en een onbekend aantal teven hebben voortgebracht. Door dit grote aantal nakomelingen is er op dit moment bijna geen Border Collie die niet een verre nazaat van hem is. Een factor die heeft bijgedragen aan het succes als dekreu is dat zijn waardevolle eigenschappen goed vererfden.
Het uitzonderlijke talent van Old Hemp was niet vanzelfsprekend. Zijn vader Roy was een aardige hond, maar bezat geen uitzonderlijke vaardigheid in het schapendrijven. Zijn moeder Meg had zo'n intense manier van werken dat ze zichzelf hypnotiseerde in plaats van de schapen. Old Hemp was een zeldzaam geval van een hond die alle goede eigenschappen van zijn ouders erfde en de slechte niet overnam.